# Le Joyeux Promeneur

Le Joyeux Promeneur (titre original : Der fröhliche Wanderer ou Mein Vater war ein Wandersmann, et en anglais The Happy Wanderer) est une chanson populaire allemande. Le texte original a été écrit par Florenz Friedrich Sigismund (1791-1877).

## Histoire
L'air actuel a été composé par Friedrich-Wilhelm Möller peu après la Seconde Guerre mondiale. L'œuvre est souvent confondue avec une chanson folklorique allemande, mais c'est une composition originale. À l'époque, la sœur de Möller, Edith, dirige une petite chorale amateure d'enfants et de jeunes dans le comté de Schaumburg, dans le nord de l'Allemagne, dénommée internationalement Chœur d'enfants d'Obernkirchen, et en Allemagne appelée Schaumburger Märchensänger. Elle a adapté les paroles de Sigismund pour sa chorale.
En 1953, lors d'une émission de radio de la BBC, la diffusion de l'interprétation de la chorale gagnante du festival Llangollen International Musical Eisteddfod transforme la chanson en un succès instantané. Le 22 janvier 1954, la chanson entre dans le classement des singles britanniques et y est reste - un Top 12 à l'époque - pendant 26 semaines non consécutives, atteignant la 2e place pendant cinq semaines consécutives. La chorale d'amateurs, dont la plupart des membres originaux sont des orphelins de guerre, devient un phénomène international dans les années suivantes. Le groupe se produit lors de nombreuses tournées internationales sous le nom de Chœur d'enfants Obernkirchen et enregistre plusieurs albums. Il fait deux apparitions au Ed Sullivan Show les 29 novembre 1964 et 11 décembre 1966.
Bien que Friedrich-Wilhelm Möller est supposé avoir composé Mein Vater war ein Wandersmann peu après la Seconde Guerre mondiale, le film dramatique historique de Steven Spielberg de 1993 La Liste de Schindler contient une scène dans laquelle un groupe chante l'air dans une boîte de nuit pendant cette guerre. Die Isarspatzen, Herbert Beckh et le Tanzorchester de la Bayerischer Rundfunk de Munich enregistrent une version allemande de la chanson Der fröhliche Wanderer. Electrola publie cet enregistrement en 1955 sous le numéro de catalogue EG 8082,,.
Les paroles allemandes de la chanson sont traduites en plusieurs langues, et elle est depuis devenue un classique dans les chorales. La première adaptation dans une autre langue est réalisée par une Belge, Andrée Mazy, qui propose des versions en néerlandais et en français. Puisque dans les chansons folkloriques hollandaises « valderi-valdera » (prononcé « falderi-faldera ») est plus courante que l'allemand « falleri-fallera », elle utilise le modèle néerlandais dans les deux versions. Quand Antonia Ridge écrit les paroles en anglais, elle se familiarise avec la version française de la chanson, avec « valderi-valdera », prononcée avec un vrai « v » doux au lieu du « f », et l'emprunte dans la version anglaise principalement pour des raisons euphoniques (sonorité moins militaire). Pendant la Seconde Guerre mondiale, une version plus militaire de la chanson devient extrêmement populaire auprès des parachutistes allemands.
Milton Delugg écrit un arrangement et est parfois crédité à tort comme le compositeur de la chanson. Un certain nombre de sources en langue anglaise attribuent à Edith Möller et Florenz Siegesmund l'écriture des paroles, car soi-disant écrits en même temps que la mélodie. Cependant, les sources allemandes attribuent toutes les textes originaux à Friedrich Sigismund,, F. Sigismund ou à Florenz Friedrich Sigismund et donnent les dates comme 1788–1857 ou au début du XIXe siècle. Toutes les sources allemandes conviennent que les mots de la version populaire ont été adaptés par Edith Möller.

## Utilisation moderne
La chanson est devenue l'hymne non officiel des Expos de Montréal de la Ligue majeure de baseball (qui a depuis déménagé pour devenir les Nationals de Washington,).
Des extraits de la chanson sont régulièrement repris en concert par le groupe folk-rock Blackmore's Night (et notamment visible sur son DVD Paris Moon). Ritchie Blackmore l'avait auparavant incorporé en concert avec son groupe Rainbow dans le medley Long Live Rock And Roll & Black Night.

## Voir également
- Hänschen klein
- Heimatfilm
- Wandervogel